# 386

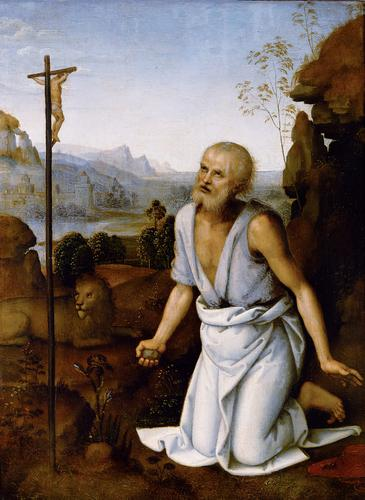
Hiëronymus van Stridon

Het jaar 386 is het 86e jaar in de 4e eeuw volgens de christelijke jaartelling.

## Gebeurtenissen

### Klein-Azië
- Ambrosius van Milaan verdedigt de rechten van de Katholieke Kerk tegenover die van de staat. Keizer Theodosius I wordt door hem bekeerd tot het christendom.

### Europa
- Een groep Ostrogoten onder leiding van Odotheus krijgen toestemming om zich te vestigen in het Romeinse Rijk.

### Palestina
- Hiëronymus van Stridon trekt zich terug als kluizenaar in Bethlehem. Hij sticht een klooster en een school met een grote bibliotheek.

### Syrië
- Libanius, leraar in de retorica, houdt in Antiochië een hartstochtelijk pleidooi voor de rechten van de heidenen, "over de tempels" genaamd.

### China
- De Noordelijke Wei-dynastie (386 - 534) wordt gesticht door de Toba-clan, een Turkse federatie van nomaden.

## Religie
- Bisschop Ambrosius van Milaan introduceert de Ambrosiaanse gezangen.

## Overleden
- 18 maart - Cyrillus van Jeruzalem, bisschop en kerkleraar